# Pterygophyllum anomalum
Pterygophyllum anomalum là một loài Rêu trong họ Hookeriaceae. Loài này được (Schwägr.) Mitt. mô tả khoa học đầu tiên năm 1869.